# Всебашкирский военный съезд
I Всебашкирский военный съезд — съезд делегатов от Башкирского войска, который состоялся 20—21 февраля 1919 года в селе Темясово.

## История
16 февраля 1919 года был подписан приказ командующего Башкирским войском А. А. Валидова о созыве съезда. Председателем съезда был избран И. С. Алкин.
В работе I Всебашкирского военного съезда принимало участие 92 делегата от Башкирского войска, которые выдвигались на общих собраниях воинских формированиях,  а также члены Башкирского правительства и Башкирского центрального шуро.
На этом съезде были озвучены доклады о социально-политической ситуации в Башкирской республике, о ходе переговоров с советской властью, о создании Башкирского временного революционного комитета, о реорганизации башкирских военных подразделений. В своем выступлении один из деятелей национального движения Гарей Карамышев говорил следующее:

«Башкиры не раз с оружием в руках бились за свою свободу, и не их вина, что русские историки каждое подобное их выступление называли „бунтом“. Это последнее их стремление к самоопределению является 88-м по счёту бунтом»— Азнагулов В. Г., Хамитова З. Г. Парламентаризм в Башкортостане: история и современность. — Уфа: ГРИ «Башкортостан», 2005. — С. 74. — 304 с. — ISBN 5-8258-0203-7.
Съезд одобрил переход основной части Башкирского войска на сторону Красной Армии и провозглашение образования Башкирской Советской Автономной Республики в составе РСФСР.
На съезде был избран Временный революционный комитет Башкирской республики в составе 12 членов (М. А. Кулаев, А. А. Валидов, И. С. Алкин, Г. Б. Карамышев, Т. Г. Имаков, Ю. Ю. Бикбов, А. К. Адигамов, У. М. Куватов, А. Н. Ягафаров, Ф. Н. Тухватуллин, А. Г. Ишмурзин, С. С. Магазов) и 6 кандидатов (М. Д. Халиков, Я. Салихов, Н. Т. Тагиров, Т. Расулев, Г. Я. Аитбаев, Г. Мухамедьяров).